# BCプレイス
BCプレイス（英語: BC Place）は、カナダのブリティッシュコロンビア州バンクーバーにあるドーム型屋内競技場。

## 概要
1983年完成。「BC」とは、バンクーバーを含むブリティッシュコロンビア州（Province of British Columbia）の略称である。内外の気圧差によって屋根を支持する空気膜構造による建築物であり、同方式では世界最大。同方式を採用し、BCプレイスの5年後に竣工した日本の東京ドームが類似した外観を持つ。
バンクーバー国際交通博覧会（1986年）と連動してウォーターフロントの再開発が行われ、BCプレイス・スタジアムは同博覧会メイン会場の中心部に接する位置に建設された。
カナディアンフットボールリーグ・BCライオンズの本拠地で、フットボール以外にもコンサート、見本市などに利用されている。
2007年1月5日、ドーム屋根の一部が破損し、陥没する事故が起こった。
2010年バンクーバーオリンピックでは開会式と閉会式の会場として使用され、バンクーバーパラリンピックでは開会式会場として使用された。2015年にカナダで開催されたFIFA女子ワールドカップでは、決勝などが開催された。
2015年～2016年シーズンからSVNSの会場としても使われることになっている。
また、2026 FIFAワールドカップの会場として使用される予定である。

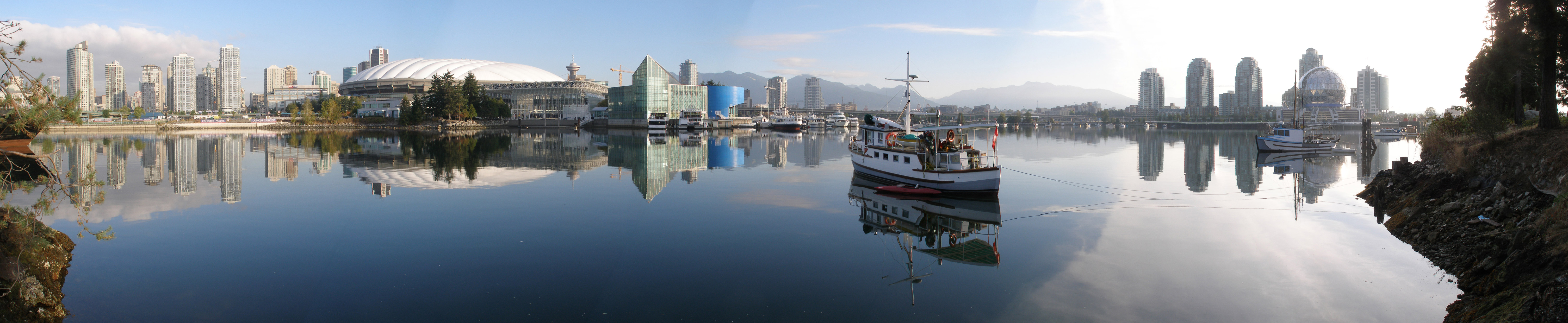
バンクーバーのウォーターフロント地区とBCプレイス

## 改装計画

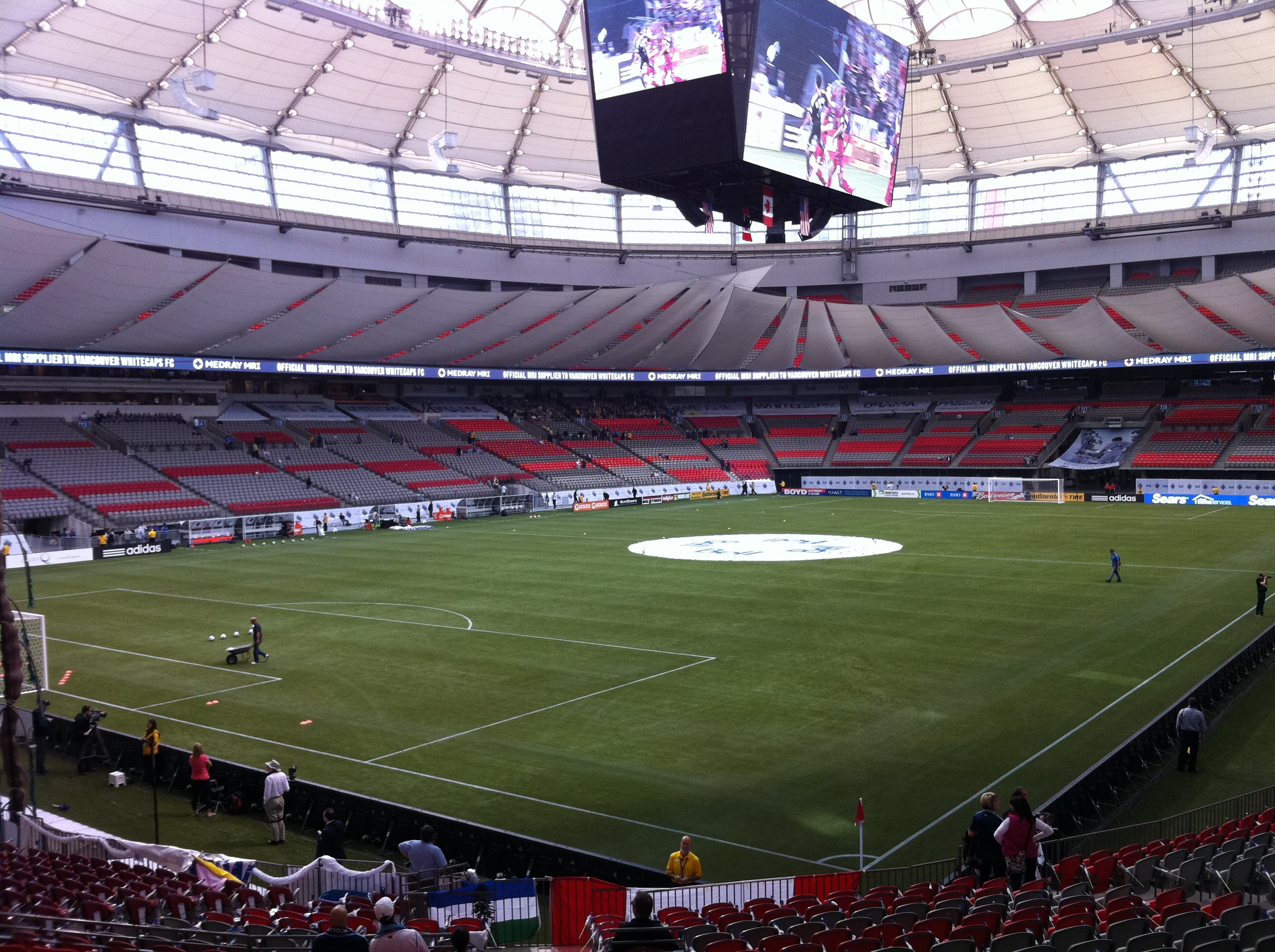
改装後のBCプレイス内装

2008年5月に、観客席及びトイレと店舗の改装、テフロン屋根を開閉式に変更するなど、1億5000万ドルの改築計画を発表した。計画は二期に分かれており、座席、トイレ、店舗、VIPスイート改装は2010年のバンクーバーオリンピック前に行う。開閉式屋根は五輪後の2011年に行い、五輪前には屋根の修理を行う。新しい開閉式屋根は、建築家も同じドイツ・フランクフルトのコメルツバンク・アレーナと似た設計になる。
2009年1月には、ブリティッシュコロンビア州政府が2億ドルの新開閉式屋根換装を含む3億6500万ドルの事業計画を認可した。
メジャーリーグサッカーのバンクーバーへの拡張チーム（バンクーバー・ホワイトキャップスFC）は、チーム開業の2011年から5年間BCプレイスを使用する計画に署名した。このチームは、BCプレイスは新しいスタジアムである計画中のホワイトキャップス・ウォーターフロント・スタジアムが完成するまでの臨時ホーム・スタジアムとして使用する予定である。
2015 FIFA女子ワールドカップに備えて、最新の人工芝に張り替えられた。これにより、男女を通じて、Ｗ杯では初めて人工芝のピッチが使用されることになった。同大会では決勝、準々決勝など9試合が行われた。

## ギャラリー

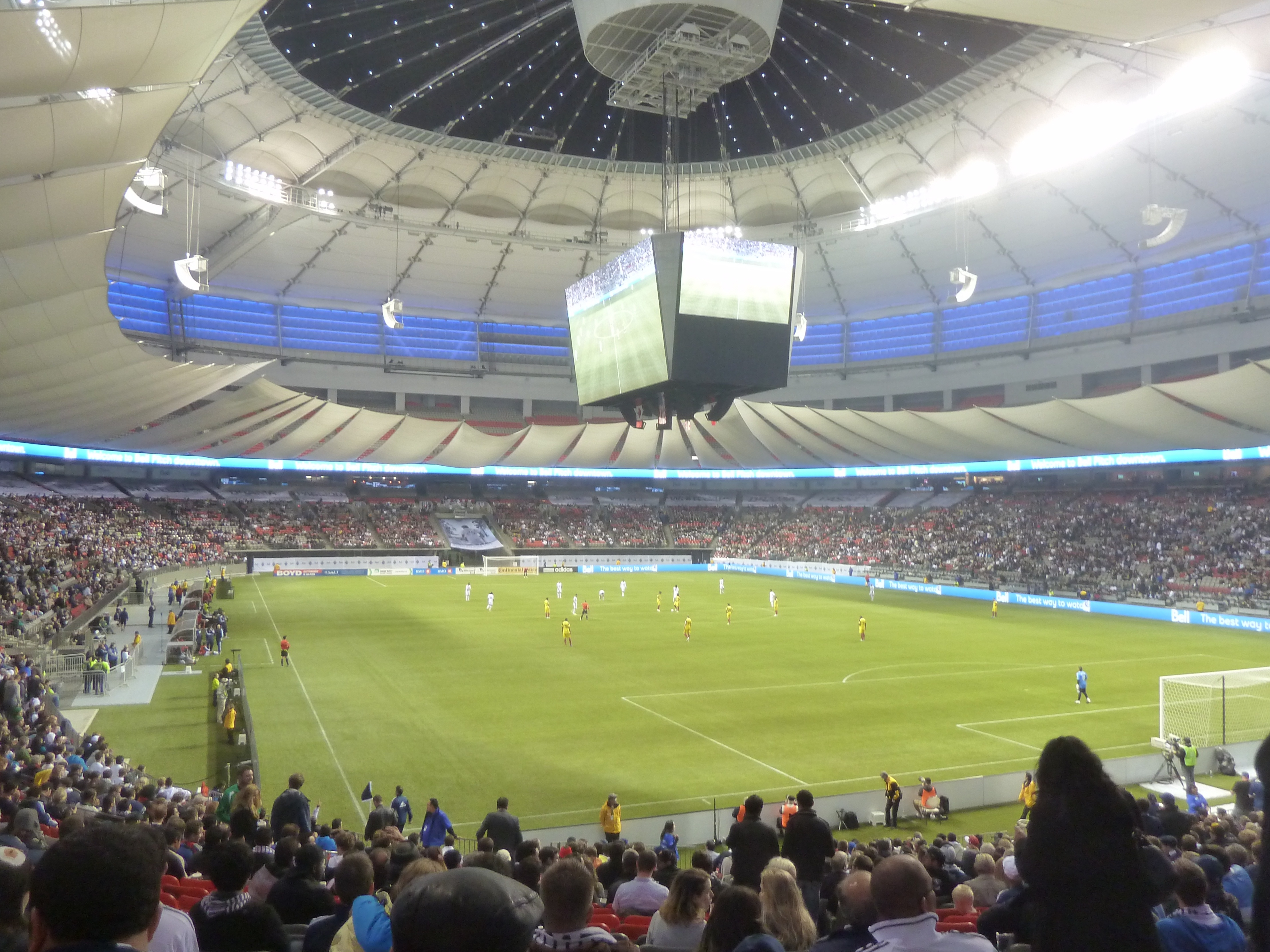
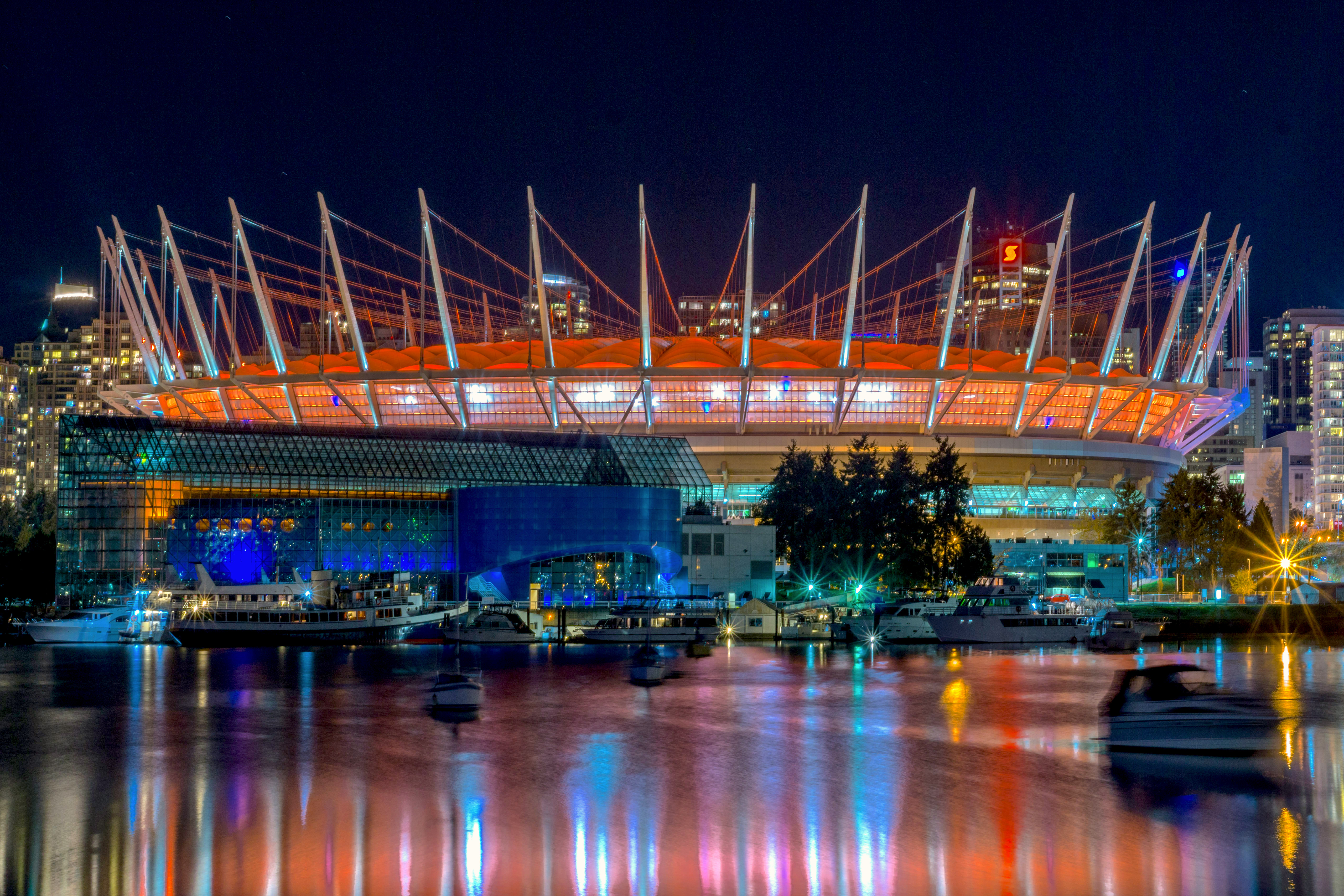
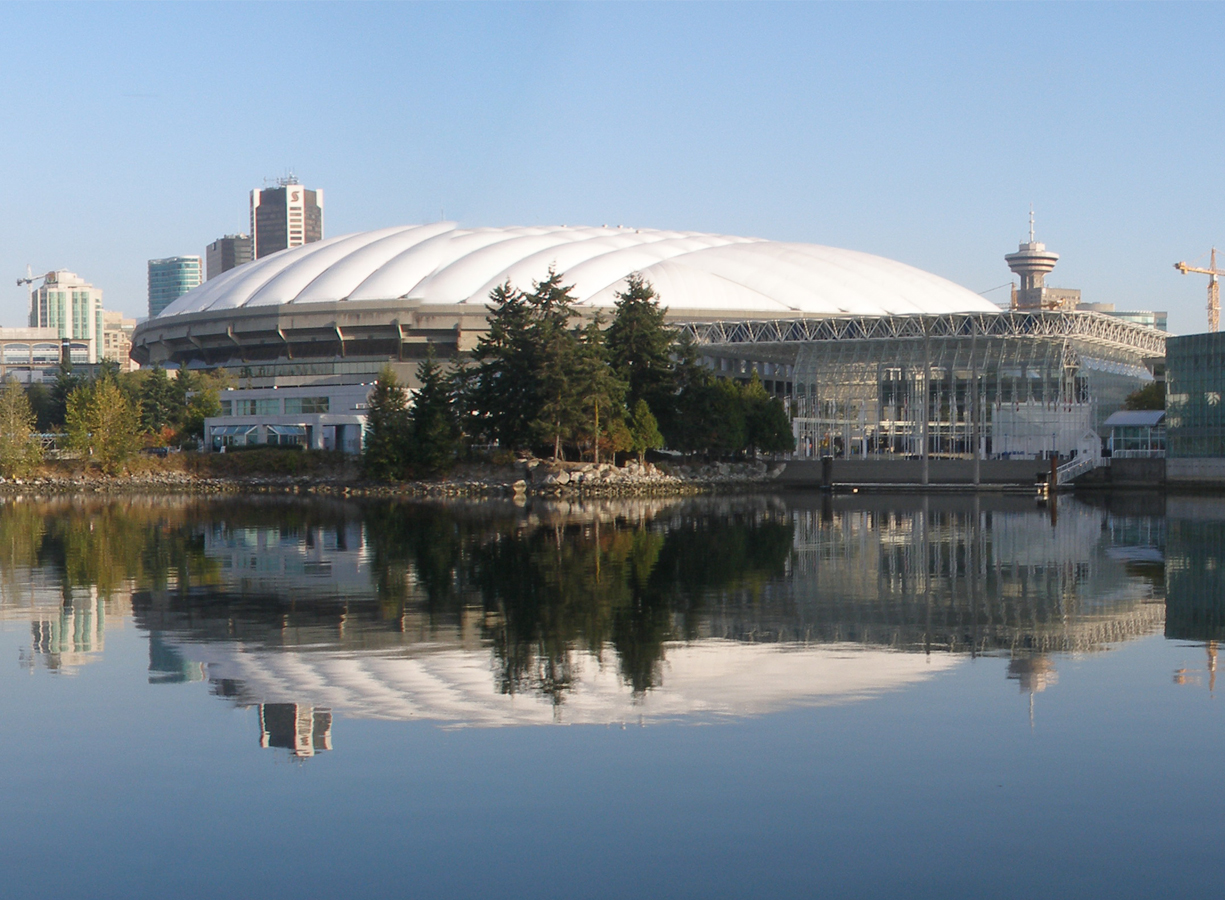